# Raymond Gérard
Raymond Gérard, né le 4 juin 1914, est un joueur belge de basket-ball.